# Ousmane Cissokho
Mame Ousmane Cissokho est un footballeur sénégalais né le 14 janvier 1987 à Saint-Louis (Sénégal). Il évolue au poste d'ailier gauche à l'AS Sommerviller-Vermois.

## Biographie
Né au Sénégal en 1987, Ousmane Cissokho est formé à l'AJ Auxerre. Il est à cette époque convoqué en sélection espoir du Sénégal. N'étant pas conservé par le club bourguignon malgré 12 buts inscrits en 22 rencontres de CFA2, le joueur tente sa chance à l'Apollon Limassol, en première division chypriote. Il revient en France en 2012 mais son aventure rouennaise ne dure qu'une saison puisque le club dépose le bilan malgré de bons résultats sportifs. Cissokho s'engage alors pour trois saisons au Nîmes Olympique, qui évolue en Ligue 2. Après avoir été laissé libre par son club à la fin de la saison 2015-2016, il est finalement rappelé par Nîmes en août et s'engage pour une année supplémentaire.  
Libre de tout contrat, il rejoint l'US Orléans le 4 juillet 2017 pour un contrat d'un an plus une année supplémentaire en cas de maintien. Il y retrouve l'entraîneur Didier Ollé-Nicolle qu'il avait déjà côtoyé au FC Rouen et à l'Apollon Limassol. Pour l'ouverture de la saison en Ligue 2, il délivre une passe décisive pour Arthur Gomis et trouve le chemin des filets après être entré en jeu à la 70e, offrant une victoire 3-1 aux siens face à l'AS Nancy-Lorraine. 
Le 18 mai 2019, alors libre de tout contrat, il s'engage pour 2 ans à l'AS Nancy-Lorraine.
Libre de tout contrat, il rejoint l'Entente Sportive de Sommerviller-Vermois en 2022, club de 3e division de district. En juillet 2023, l'Entente Sportive de Sommerviller-Vermois fusionne et devient l'Association Sportive Sommerviller-Vermois (ASSV), club où il joue actuellement.